# Thin client
Thin Client là một máy tính người dùng có cấu hình tối thiểu chủ yếu dựa vào sự hỗ trợ của máy tính khác hoặc máy chủ của nó để đáp ứng nhiệm vụ của một máy tính. Nó khác biệt với Fat hay Full Client, mà phần cứng và phần mềm của nó được thiết bị để nó tự một mình có thể hoàn thành nhiệm vụ.
Thin Client thì hữu ích khi Fat Client quá đắt tiền hoặc phức tạp, vì nó phải là một máy tính năng lực xử lý mạnh hoặc phải tiêu thụ nhiều năng lượng cho các nhiệm vụ được giao. Ví dụ về Thin Client là các Computerterminal (thiết bị đầu cuối) của một trung tâm dữ liệu (khả năng tính toán được chạy ở đây), hoặc các máy tính chạy với hệ điều hành rút gọn (cài đặt các chương trình tối thiểu), và các Workstation trong một mạng với các máy chủ dữ liệu (lưu trữ trung ương) và các ứng dụng trong đó tất cả các phần mềm chạy trên máy chủ, và nó chỉ trình bày các kết quả (chẳng hạn như công cụ tìm kiếm hoặc các ứng dụng GIS như Google Maps, Thin Client trong trường hợp này, các trình duyệt web). Xu hướng Web 2.0, các thiết bị di động và điện toán đám mây chủ yếu hướng tới Thin Client.